# جيف فيليبس (متزلج لوحي)
جيف فيليبس (بالإنجليزية: Jeff Phillips)‏ هو متزلج لوحي أمريكي، ولد في 11 يونيو 1963، وتوفي في 25 ديسمبر 1993.